# Perigrapha i-cinctum
Perigrapha i-cinctum is een nachtvlindersoort uit de familie van de uilen (Noctuidae).
De vlinder heeft een spanwijdte van 37 tot 44 millimeter. Hij is gemakkelijk te herkennen aan de grote lichtgrijze ring- en niervlekken met zwarte rand. De vlinder vliegt in maart en april
De soort komt voor tussen Frankrijk in het westen, Tsjechië in het noorden, Roemenië in het oosten en Griekenland en Turkije in het zuidoosten.

## Ondersoorten
Men onderscheidt de volgende ondersoorten:
- Perigrapha i-cinctum i-cinctum
- Perigrapha i-cinctum gepida
- Perigrapha i-cinctum slovenica
- Perigrapha i-cinctum hethitica